# ZeniMax Online Studios
A ZeniMax Online Studios LLC é uma desenvolvedora norte-americana de jogos eletrônicos sediada em Hunt Valley, Maryland. Ela foi fundada em 2007 pela ZeniMax Media com o objetivo de desenvolver títulos do gênero multijogador massivo online, sendo liderada por Matt Firor. O primeiro título da empresa foi The Elder Scrolls Online, lançado em 2014. Em 21 de setembro de 2020, a ZeniMax Media à qual pertence a ZeniMax Online Studios, foi adquirida pela Microsoft no valor de US$ 7.5 bilhões de dólares. 

## Jogos
| Ano  | Título                   | Plataformas                                                                                     |
| ---- | ------------------------ | ----------------------------------------------------------------------------------------------- |
| 2014 | The Elder Scrolls Online | Microsoft Windows, OS X, Google Stadia, PlayStation 4, Playstation 5, Xbox One, Xbox Series X/S |